# Веронський мармур
Веронський мармур (італ. Marmo rosso di Verona) — різновид зернистого червоно-коричневого вапняку, що використовується як декоративний матеріал у архітектурі з античних часів. Представляє собою щільний тип вапняку-біомікрита з низькою пористістю, назва засвідчує тільки зовнішню схожість з мармуром.

## Характеристики
Веронський мармур є осадовою гірською породою Батського ярусу юрського періоду, складеною з карбонату кальцію з панцирів та раковин морських істот, осаджених протягом мільйонів років.
Мінерал складається з ущільнених осаджених залишків раковин амонітів, двостулкових молюсків і планктонних форамініферів і радіолярій.
Камінь видобувають на каменоломнях амонітового вапняка, який виступає в горах Лессінії — гірській області на північному сході Верони, між містом Верона і Доломітовими Альпами Віченци.

## Використання каменю
Серед численних споруд, побудованих з використанням цього каменю, найбільш відомі Пармський баптистерій, колони парадного входу базиліки Сан-Зено Маджоре у Вероні, стилофорні леви «Брама червоних левів» базиліки Санта-Марія-Маджоре у Бергамо, гробниця Берардо Маджі у Старому соборі Брешії та у Церкві Пресвятого Імені Марії в селищі Креспі-д'Адда.
Цей матеріал широко використовувався в оздоблюванні будівель у Венеції. З веронського мармуру виготовлено криницю у дворі палаццо Ка-д'Оро, а також дев'яту і десяту колони лоджії Фоскарі в Палаці Дожів, ці колони спеціально виділені серед інших колон, виготовлених з істрійського каменю.

## Галерея зображень

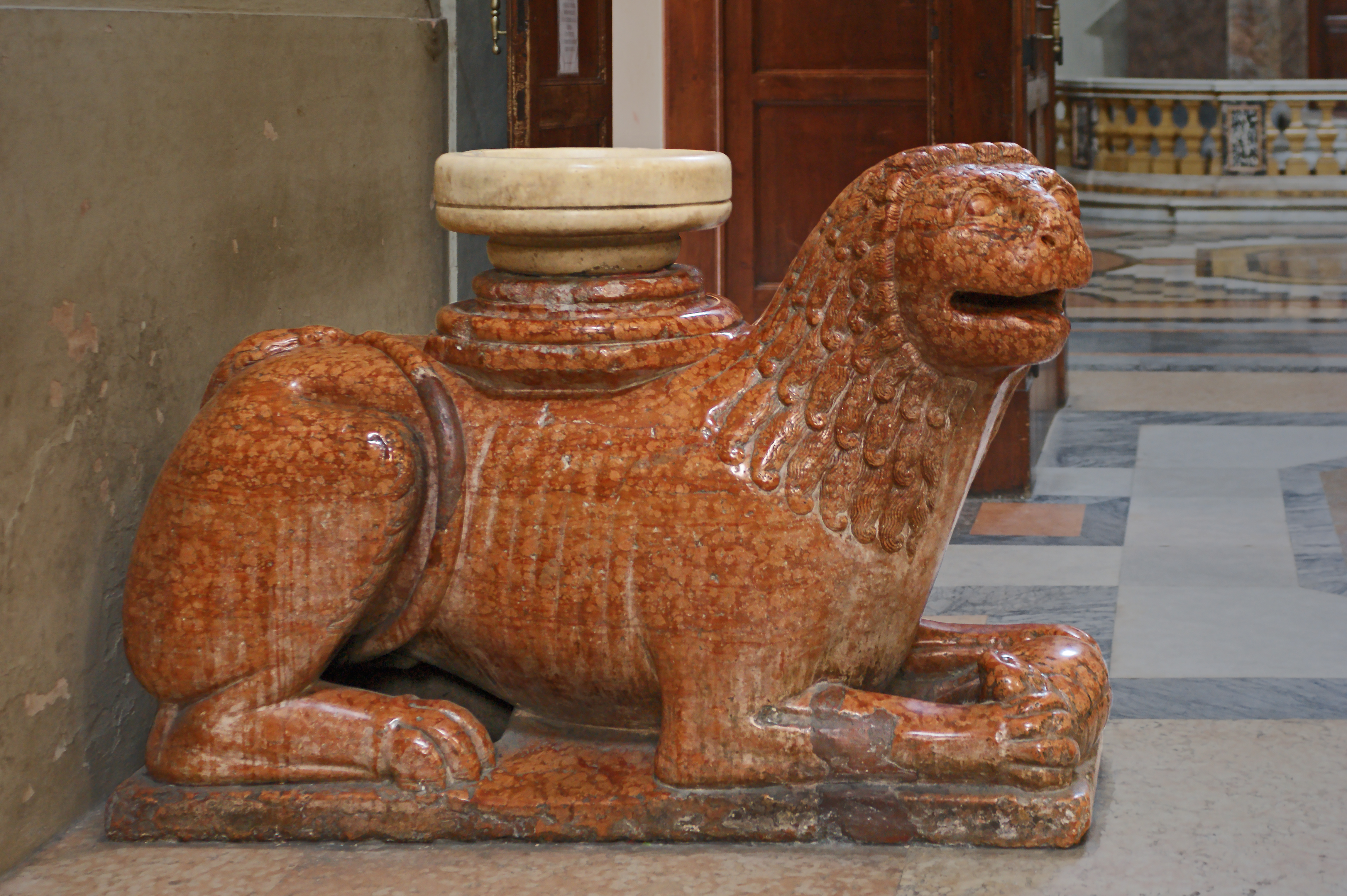
Стилофорний лев[прим. 2] з веронського мармуру у болонському соборі Сан-Петро
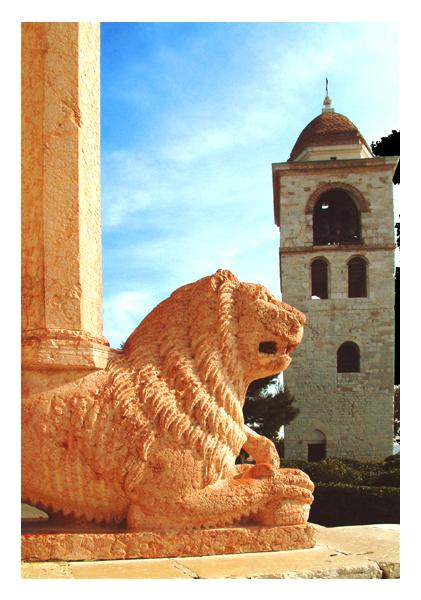
Стилофорний лев з веронського мармуру у соборі Сан-Кіріако (Анкона)
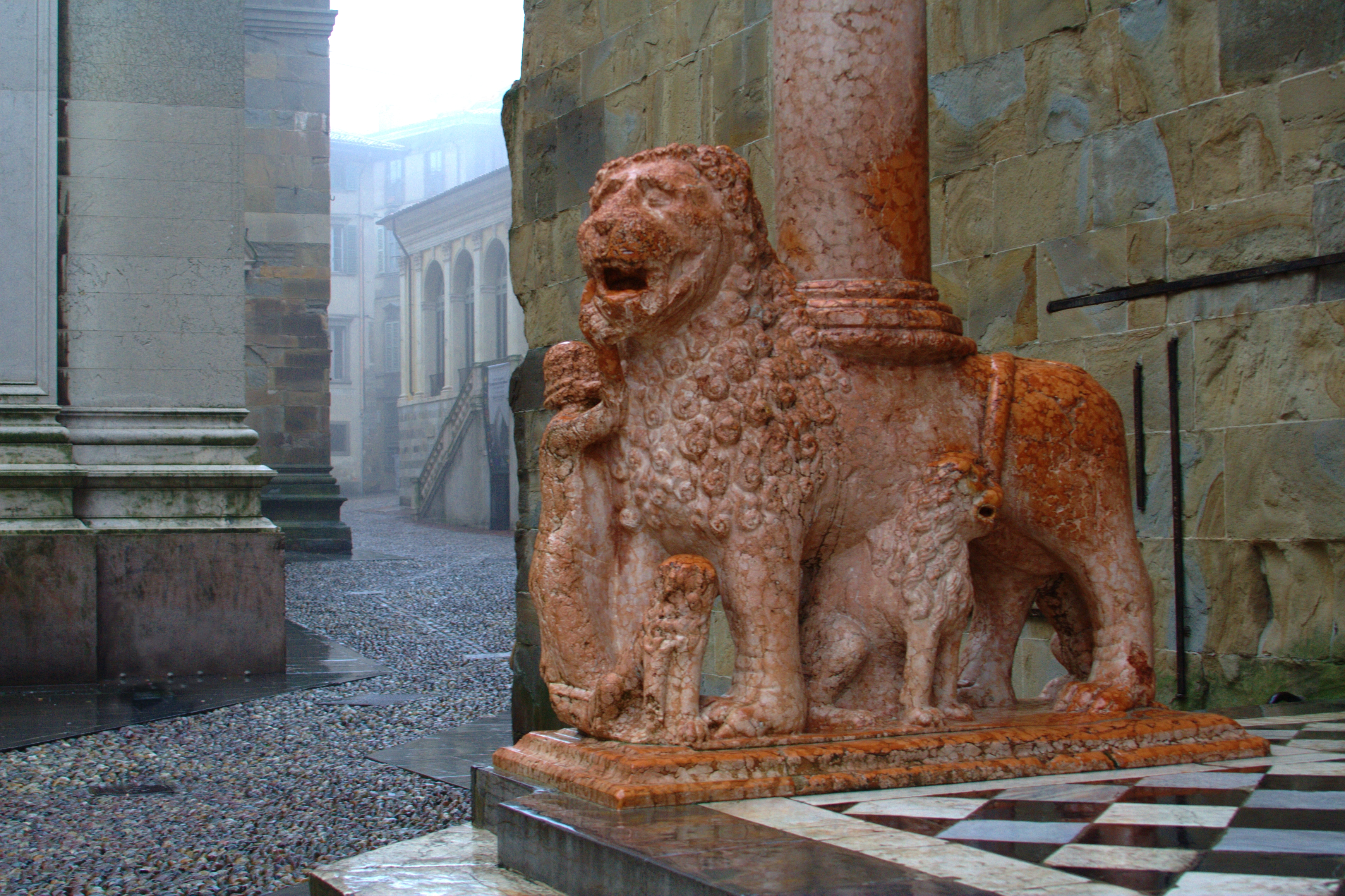
Стилофорний лев у базиліці Санта-Марія-Маджоре (Бергамо)
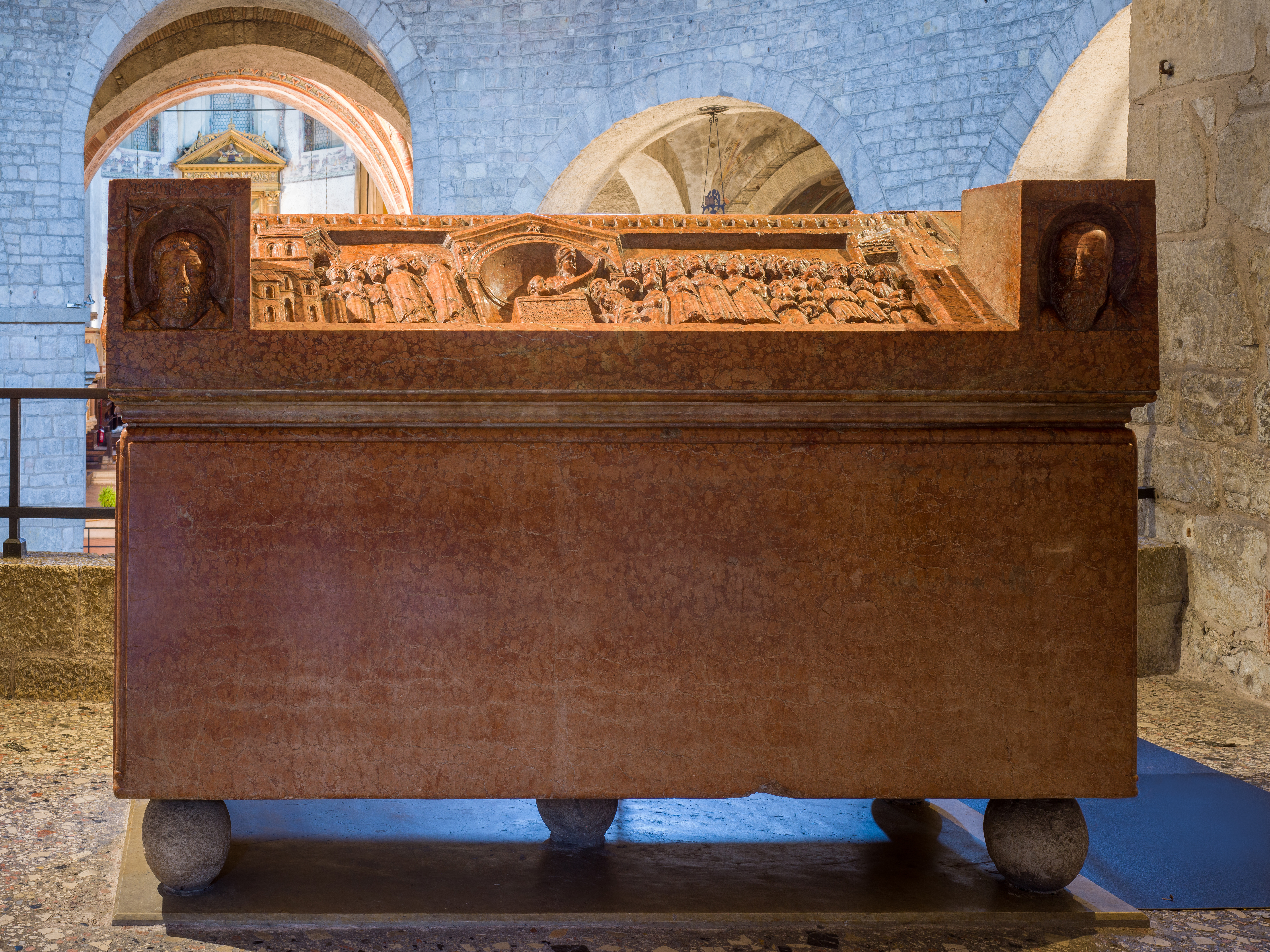
Мармуровий саркофаг Берардо Маджі, що зберігається у Cтарому соборі (Брешія)
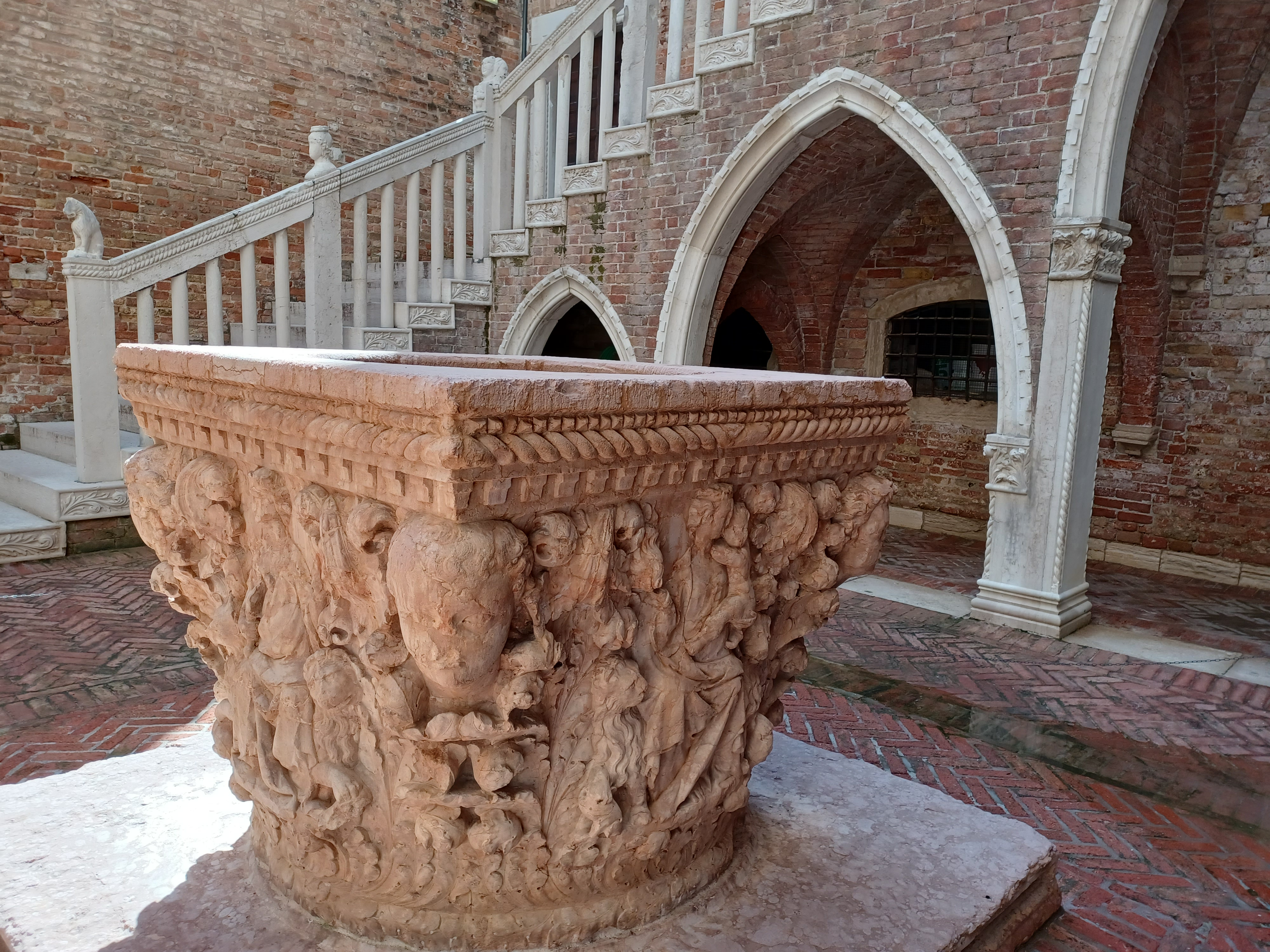
Криниця у дворі палаццо Ка-д’Оро (Венеція)
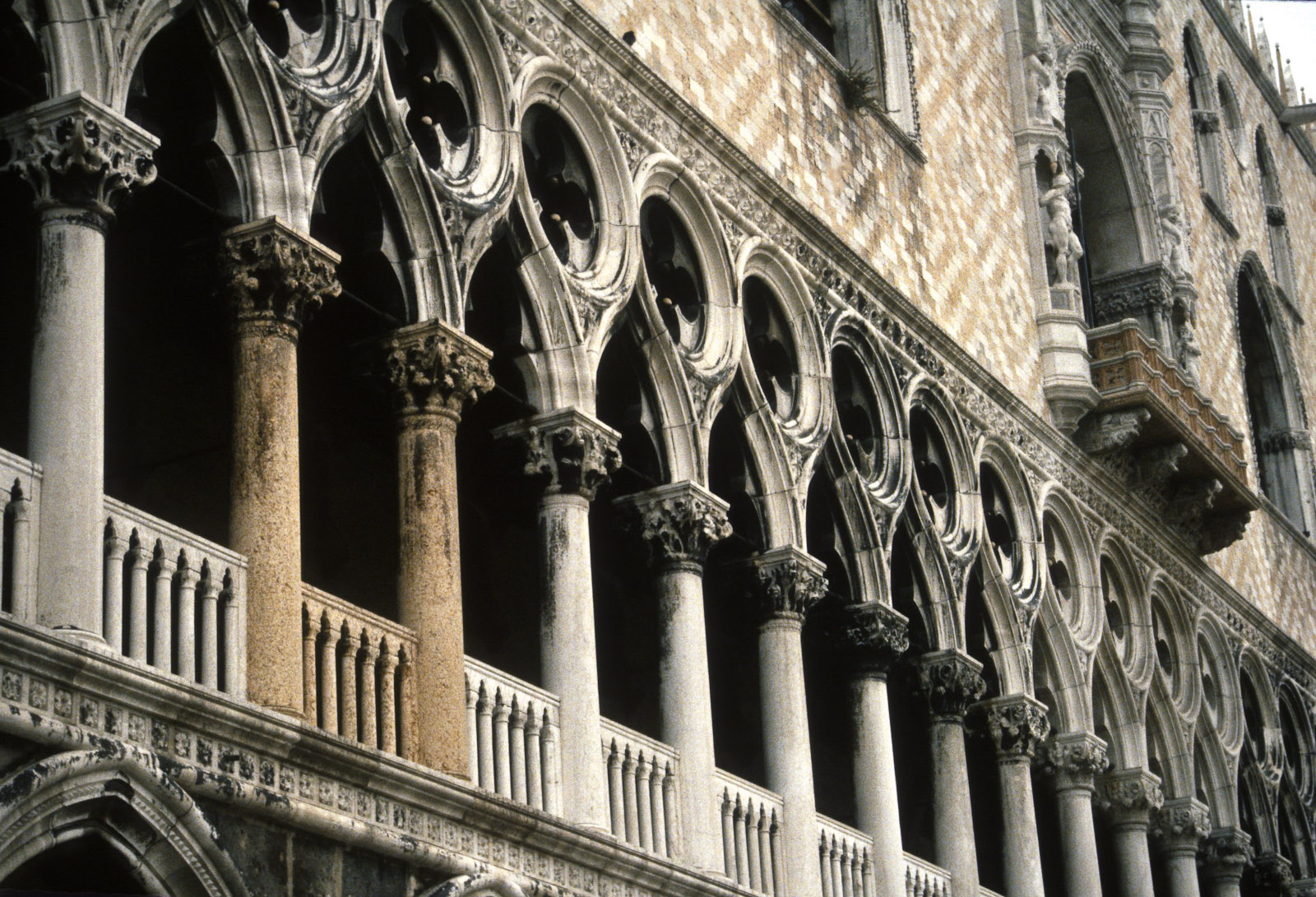
Дві колони з веронського мармуру, лоджія Фоскарі, Палац Дожів (Венеція)